# لاکهید سی‌ال-۱۲۰۰ لنسر
لاکهید سی‌ال-۱۲۰۰ لنسر (به انگلیسی: Lockheed CL-1200 Lancer) یک هواگرد ساختِ کارخانهٔ لاکهید کورپوریشن در کشور ایالات متحده آمریکا است.